# Шёнинг, Ганс Адам фон
Ганс Адам фон Шёнинг (нем. Hans Adam von Schöning; 1 октября 1641, Тамзель близ Кюстрина — 28 августа 1696, Дрезден) — бранденбургский и саксонский генерал-фельдмаршал.

## Биография
Учился в Виттенбергском университете. Путешествовал по Франции, Италии, Испании, Португалии и Англии и в 1664 году был принят в орден Святого Иоанна Иерусалимского.
В 1667 году Шёнинг поступил на Бранденбургскую военную службу. Получил роту в созданном кавалерийском полку принца Дессауского. В чинах полковника он в 1672 и 1673 годах принимал участие в походах в Вестфалию.
В 1674 году служил в прусском контингенте при имперской армии, собранной в лагере при Страсбурге против Франции. В этой кампании Шёнинг отличился при взятии замка Вассенгейм, после чего присоединился к курфюрсту Фридриху-Вильгельму I для изгнания шведов из Померании.
Зимой 1676 года, во время войны со шведами взял штурмом Уккермюнде и Анклам. Участвовал в осаде и взятии Штеттина 16 декабря 1677 года, за что получил чин генерал-майора.
При высадке на остров Рюген в 1678 году он командовал правым крылом и первым высадился на берег острова.
Зимой 1679 года 16 000 шведов вторглись из Лифляндии в Восточную Пруссию. Курфюрст с удивительной быстротой отреагировал на это, прибыв из Померании и прогнав противника за реку Мемель, поручив дальнейшее преследование Шёнингу с 1000 кавалеристами и 500 драгунами. 28 января этот отряд настиг неприятеля, разбил остатки вражеской армии и преследовал их до Риги.
5 мая 1684 года Шёнинг был пожалован в генерал-лейтенанты и вскоре после этого губернатором Берлина и командиром лейб-гвардии, а в 1885 году тайным гражданским и военным советником.
В июне 1686 года Бранденбургский курфюрст отправил 8000 солдат в Венгрию, на помощь императору против турок, поручив командование Шёнингу. 2 сентября при штурме Офена, Шёнинг составил план штурма и командовал атакой средней штурмовой колонны. Город был взят, а 3 сентября сдался и замок. Император хотел наградить Шёнинг 5000 червонцев, но тот отказался их взять и вместо этого получил шпагу, осыпанную алмазами и стоимостью 20 000 талеров.
После этих событий фон Шёнинг отправился в поселение Тамзель, что на реке Одер, где в 1686 году начал постройку имения с замком.
После смерти Великого курфюрста, его преемник, Фридрих III, пожаловал Шёнинга генерал-фельдмаршалом.
В этом звании он командовал в 1688 году, в войне с Францией, нижнерейнской армией, состоявшей из 25 000 бранденбуржцев, 4000 мюнстерской пехоты и 1000 голландской кавалерии. 1 марта Шёнинг с кавалерией перешел через Рейн, захватил на следующий день французский конвой с хлебом и разбил при Урдингене генерала Сурди с 6000 кавалерии, двинувшегося из Нейсса на встречу с конвоем. Французы были вынуждены отступить из герцогства Клеве до Бонна. После этого Шёнинг взял укрепленный замок Линн, 16 мая Рейнберг, а 17 мая Кайзерверт.
Курфюрст, прибыв в Бонн отрядил 19 августа Шёнинга с 10 000 против маршала Буффлера, который на левом берегу Мозеля разрушал Кохейм, Майен и другие места. При появлении Шёнинга, Буффлер отступил на позицию у Монроиля, после чего Шёнинг с пехотой вернулся в лагерь у Бонна, оставив кавалерию у Эйфеля.
30 августа генералу Барфусу было приказано с 6000 человек отправиться на осаду Майнца. Перед самым выступлением он завел спор с фельдмаршалом, причем оба генерала обнажили шпаги, за что по приказанию курфюрста оба были арестованы. Только после взятия 4 октября Бонна им вернули шпаги, и тогда же Шёнинг получил отставку. Он тотчас же был приглашен на службу Венецианской республики и сасксонского курфюрста Иоганна Георга III, предпочтя последнюю, куда и был принят в 1691 году в чине фельдмаршала и тайного военного советника. Более 30 опытнейших бранденбургских офицеров перешли вслед за ним на саксонскую службу.
В мае 1691 года Шёнинг отправился с курфюрстом на Рейн, где имел неприятности с имперским генерал-фельдмаршалом Капрарой, который находился в тайных отношениях с французским фельдмаршалом Лоржем. Шёнинг советовал курфюрсту Иоганну Георгу IV, наследнику Иоганна Георга III, уменьшить саксонский контингент до 3000 человек, для похода 1692 года. Австрийский кабинет не смог простить ему этого и когда Шёнинг весной 1692 года находился в Теплице на лечении, император Леопольд велел схватить его и заточить в крепости Шпильберг. Старания курфюрста освободить его не принесли успеха и Шёнинг остался в заточении. В 1694 году он был переведен из Шпильберга в Вену. Герцог Фридрих Август, наследовавший своему брату курфюрсту Иоганну Георгу IV 24 апреля 1694 года сумел исходатайствовать Шёнингу свободу. Манифест от 5 сентября 1694 года восстановил его во всех титулах и должностях, но 28 августа 1696 года Шёнинг умер в столице Саксонии Дрездене.